# El temps de les cireres
Pour les articles homonymes, voir Le Temps des cerises (homonymie).
El temps de les cireres (en français : Le temps des cerises) est un roman paru en 1977 de l'auteur espagnole d'expression catalane Montserrat Roig. L'année précédant sa parution, il est distingué par le Prix Sant Jordi du roman, un des prix les plus prestigieux pour la littérature en catalan.

## Résumé et contenu
Le roman raconte le retour dans le quartier de l'Eixample à Barcelone de Natàlia Miralpeix, après avoir vécu douze ans en France et en Angleterre, et peu de temps après l'exécution en 1974 de l'anarchiste catalan Salvador Puig i Antich. Natàlia est issue d'une famille bourgeoise de Barcelone. Tous les personnages cherchent à leur manière à donner un sens à leur vie, dans la société de Barcelone qui est celle des dernières années du franquisme. Le titre du roman fait référence à la chanson de Jean Baptiste Clément Le Temps des cerises, associée à la Commune de Paris, et soulignant ici le désir de recherche d'un paradis perdu. Le roman est écrit à la troisième personne et est divisé en cinq parties : Gorgs, Aroma de tardor, Corns de caça, Quietud, Becaines d’àngels custodis i Només somnis.

## Personnages
- Natàlia Miralpeix : personnage principal du récit, elle retourne à Barcelone pour tenter de reconstruire le passé et le présent de sa famille ;
- Joan Miralpeix : le père de Natàlia, follement amoureux de sa femme et qui a renoncé à ses idéaux pour s'adapter au nouveau régime ;
- Judit Fléicher : épouse de Joan Miralpeix, tendre et sensible, elle est fortement perturbée par la mort de l'une de ses amies ;
- Tia Patrícia : tante et marraine de Natàlia, mariée au poète Esteve Miràngels et amoureuse platonique de Gonçal Rodés ;
- Lluís: fils de Joan, égoïste et triomphant ;
- Sílvia : épouse de Lluís, sans éducation, très liée à son mari et unique préoccupée par son apparence physique ,
- Màrius : fils de Lluís, adolescent idéaliste et sensible, très différent de son père.

## Adaptation en lecture facile
En 2016 est présentée une version du roman en lecture facile, par le département de la Culture de la Généralité de Catalogne et l'Associació Lectura Fàcil. La parution coïncide avec le 25e anniversaire de la mort de l'auteur. Elle a pour objectif de rendre la lecture de cette œuvre accessible à tous, que ce soient des personnes ayant des difficultés de lecture ou apprenant le catalan. L'adaptation suit les recommandations de la Fédération internationale des associations et institutions de bibliothèques (IFLA) et est augmentée d'une biographie de l'auteur ainsi que d'un chapitre présentant le contexte historique de l'époque.